# Sukoharjo (plaats in Sukoharjo)
Sukoharjo is een bestuurslaag in het regentschap Sukoharjo van de provincie Midden-Java, Indonesië. Sukoharjo telt 8884 inwoners (volkstelling 2010).